# غارايتث
جزيرة غارايتث (بالإسبانية: Isla de Garraitz) جزيرة إسبانية تقع في بحر كانتابريا، هي تابعة لمقاطعة بيسكاي الواقعة في منطقة إقليم الباسك شمال إسبانيا.
تبلغ مساحة جزيرة غارايتث 0,065 كم².